# Valgrosina
La Valgrosina (o Val Grosina) è una valle laterale della Valtellina, situata nel territorio comunale di Grosio, in provincia di Sondrio.
È percorsa dal torrente Roasco, che sfocia poi nell'Adda a Grosotto.

## Morfologia
Si divide in Valgrosina Orientale (Val d'Eita) e Valgrosina Occidentale (Val di Sacco). 
Le vette principali sono il Monte Storile (2471 m), il Sasso Maurigno (3062 m), Scima da Saoseo (3264 m) e la Cima Viola (3374 m). 
La valle è attraversata dal torrente Roasco. Numerosi sono anche i laghi: il lago Acque Sparse, il Lago Negro, il Lago Nero, il lago Calosso, il lago Scapellino, il lago Venere e il lago Spalmo.

## Località
Le principali località abitate sono Fusino (1200 m), Eita (1700 m), Redasco (1950 m), Malghera (1960 m) e Biancadino (2250 m).

## Escursionismo
Tra le strutture per l'escursionismo, le più importanti sono il Rifugio Falck (2000 m) situato tra Eita e il passo Verva; la Capanna Dosdé (2824 m) nei pressi del lago Negro per la Valgrosina Orientale e il bivacco Duilio Strambini, dopo Malghera in Val di Sacco (2535 m).

## Galleria d'immagini

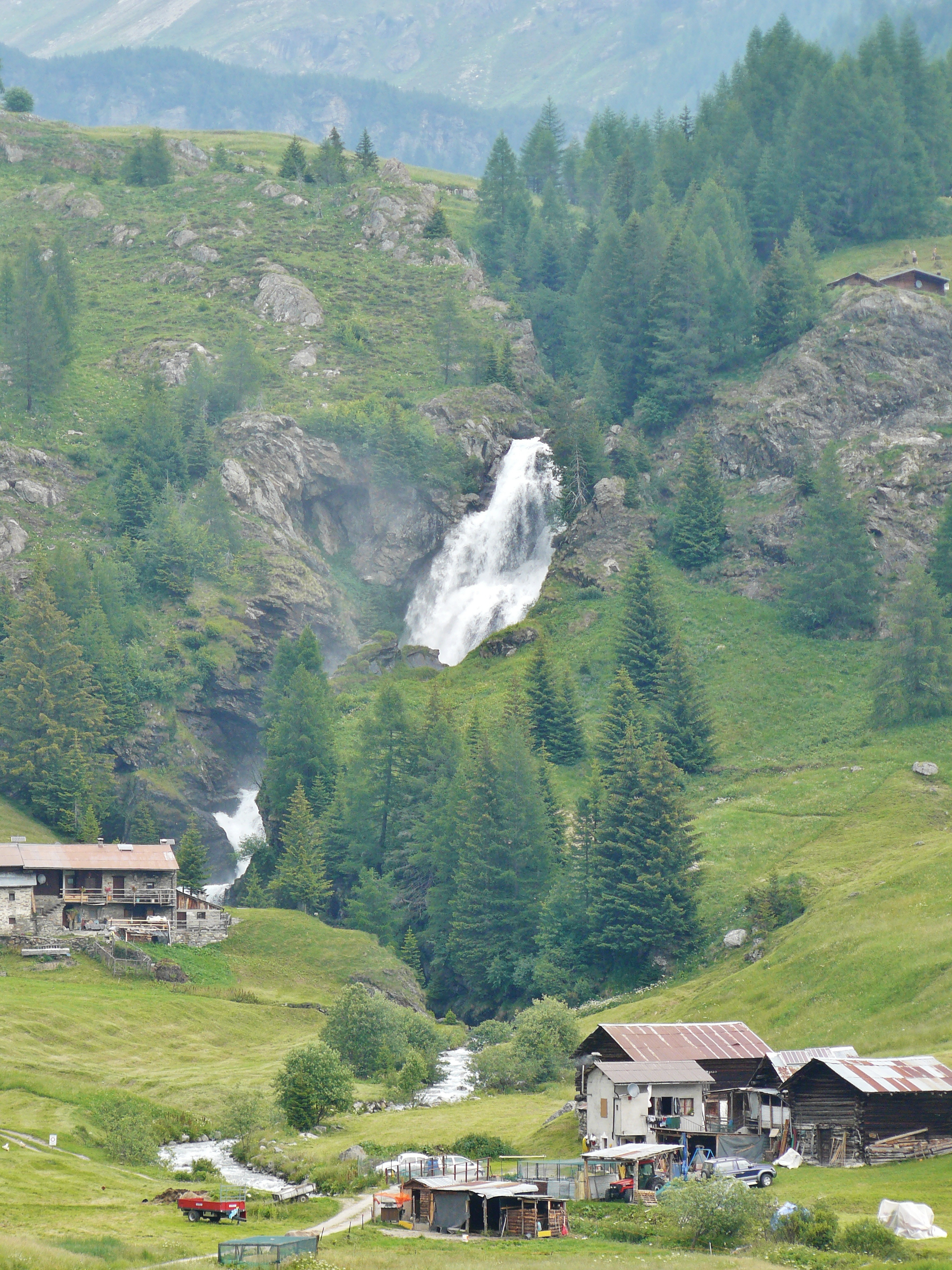
Cascata della Pirla presso Eita
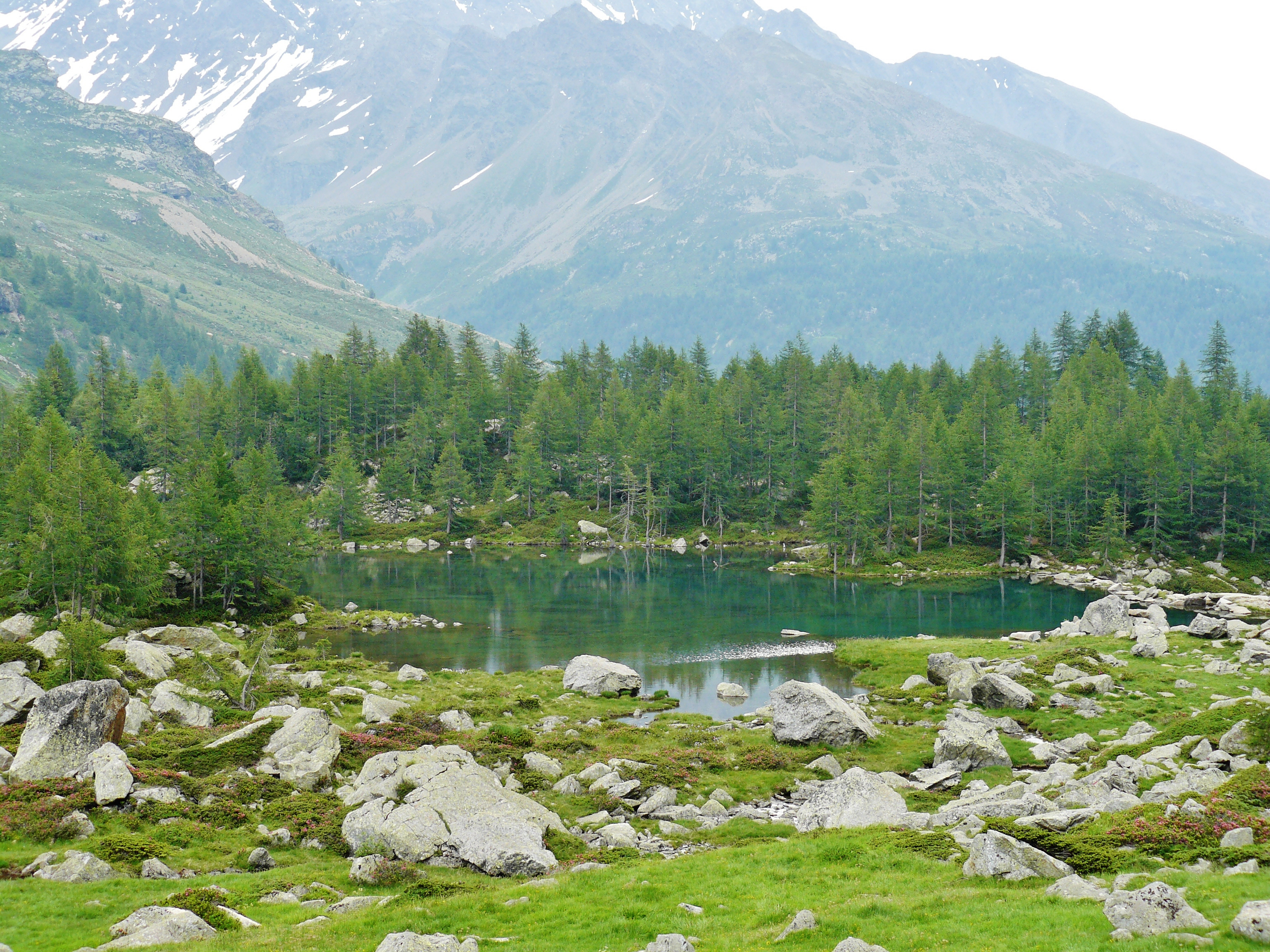
Lago di Acque Sparse (Acqui Sparsi)
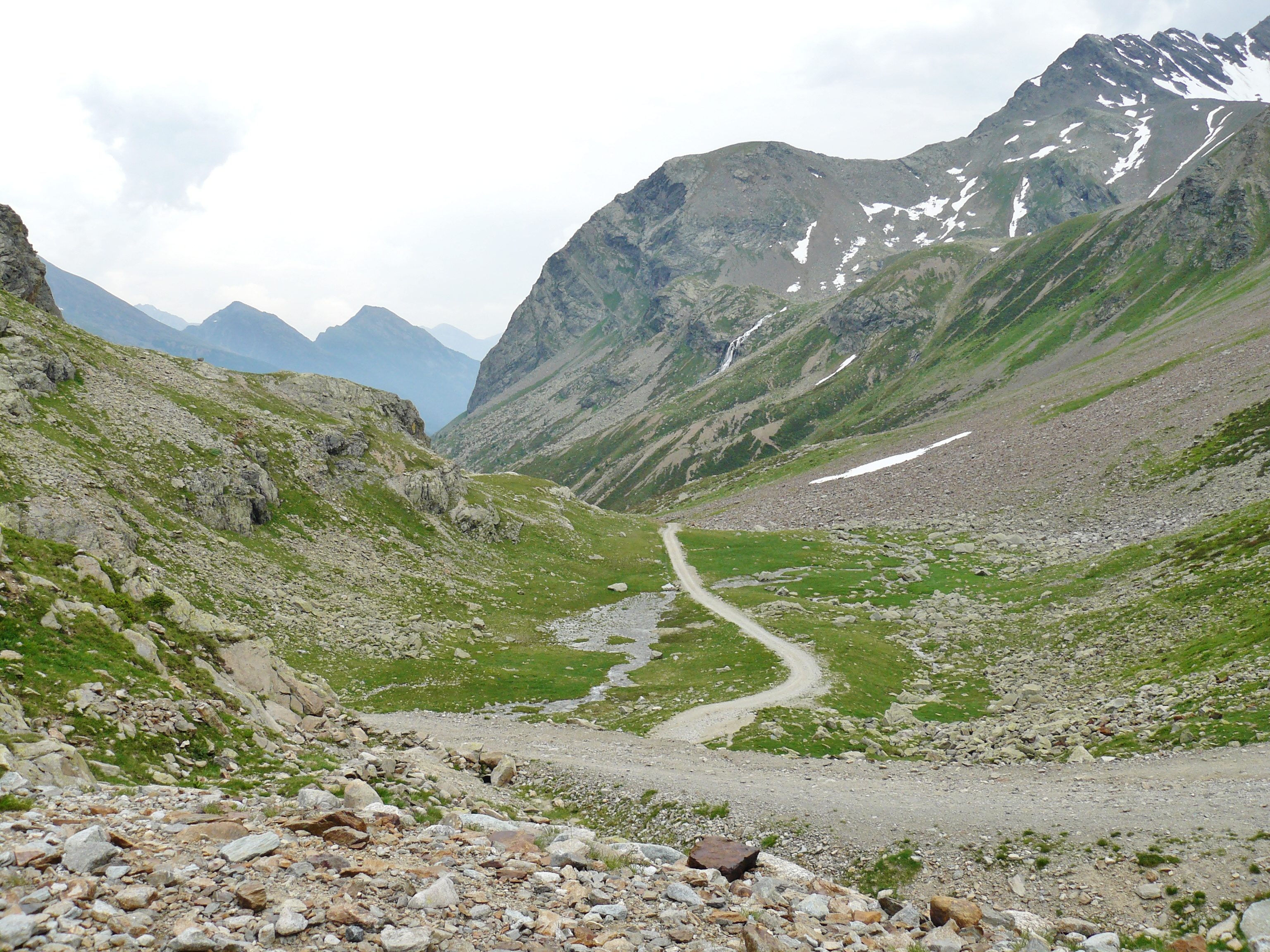
Passo di Verva
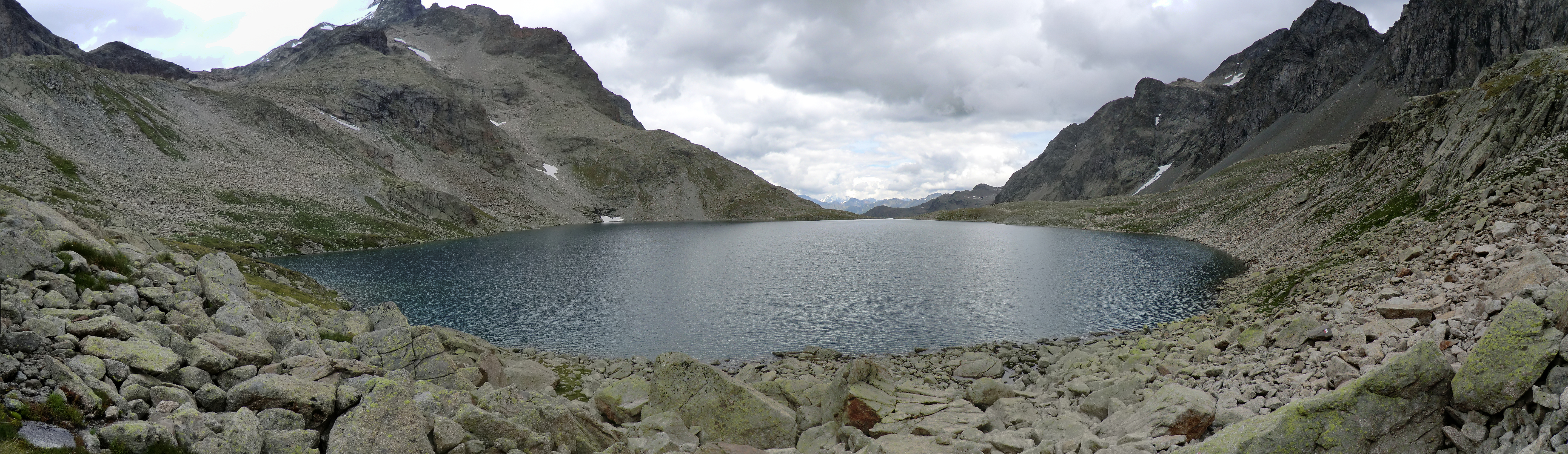
Conca del Lago Negro